# Anisogomphus resortus
Anisogomphus resortus – gatunek ważki z rodziny gadziogłówkowatych (Gomphidae). Miejsce typowe to Omeishan w prowincji Syczuan w południowo-zachodnich Chinach.